# Ковалёвка (Васильковский район)
Ковалёвка (укр. Ковалівка) — село, входит в Белоцерковский район Киевской области Украины. Расположено на берегу реки Каменка.
Население по переписи 2001 года составляло 1646 человек. Почтовый индекс — 08652. Телефонный код — 4571.
Самое  главное  сооружение, привлекающее  внимание туристов - цветочные «Часы вечности». Они очень похожи на цветочные часы на Майдане Независимости. 

## История

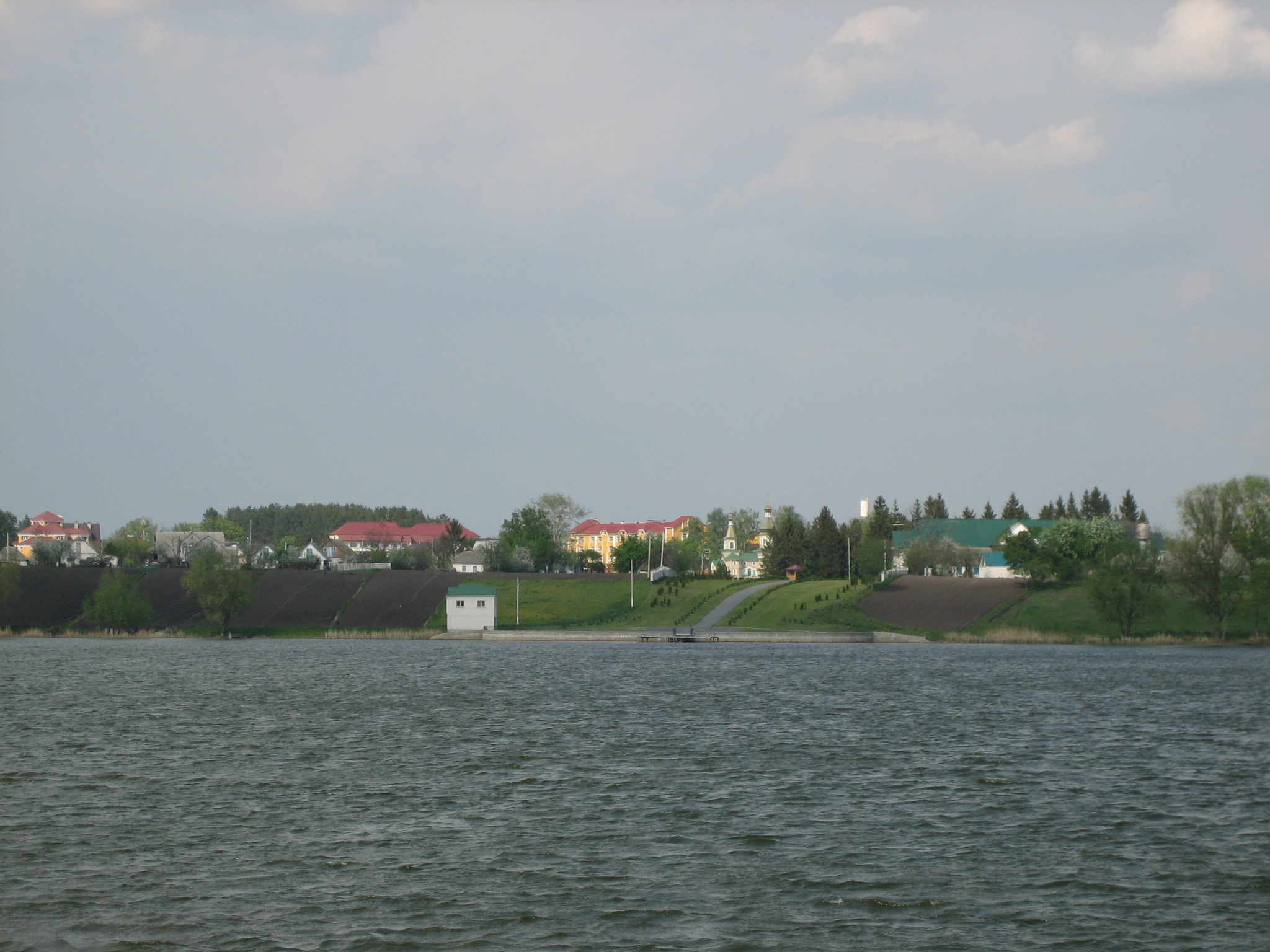
Вид на центр села

В XIX веке село Ковалёвка было в составе Ковалевской волости Васильковского уезда Киевской губернии.

## Местный совет
08652, Киевская область, Белоцерковский район, с. Ковалёвка, ул. Монастырская, 1.